# 로마의 일곱 언덕

로마의 일곱 언덕을 표시한 지도

로마의 일곱 언덕(이탈리아어: Sette colli di Roma)은 지리학적으로 티베르강 동쪽, 세르비아누스 성벽으로 둘러싸인 고대 로마 도시의 중심에 위치한 일곱 언덕이다. 이 언덕들은 다음과 같다.
- 아벤티노 언덕 (라틴어: Aventinus; 이탈리아어: Aventino)
- 첼리오 언덕 (Caelius, Celio)
- 카피톨리노 언덕 (Capitolinus, Capitolino/Campidoglio)
- 에스퀼리노 언덕 (Esquilinus, Esquilino)
- 팔라티노 언덕 (Palatinus, Palatino)
- 퀴리날레 언덕 (Quirinalis, Quirinale)
- 비미날레 언덕 (Viminalis, Viminale)

전통적으로 로물루스가 초기의 로마 도시를 건설했던 자리가 팔라티노 언덕이었다는 전설이 전해 내려온다. 이 때문에 이 일곱 언덕은 전설에 많이 등장하기도 한다. 고대 로마 시대에는 언덕들을 중심으로 도시가 성장했고, 포룸이나 시장이 건설되었다. 또한 공원, 기념물, 건물 등도 많이 세워지고, 이후 세르비아누스 성벽이 건설되어 로마 시의 중심지가 되었다.
현재도 일부 언덕의 이름들은 여전히 로마 시내의 지명이나 건물 이름으로 쓰이고 있다. (예:카피톨리노 언덕 → 카피톨리노 박물관)
흔히 바티칸이나 성 베드로 대성전으로 유명한 바티칸 언덕 (라틴어: Collis Vaticanus)도 로마의 일곱 언덕에 포함된다고 생각하지만, 사실 티베르강 북부에 위치해 있어 로마의 일곱 언덕이 아니다. 이와 같은 이유로 핀차노 언덕은 북쪽에, 자니콜로 언덕은 서쪽에 위치하기 때문에 일곱 언덕에 포함되지 않는다.

## 역사
전승에서는 로물루스와 레무스가 기원전 753년 4월 21일 팔라티노 언덕에 로마 최초의 도시를 건설했다고 전해진다. 초기에는 일곱 언덕 각각에 독립된 소규모 정착지가 형성되어 있었으나, 시간이 지나면서 이 정착지들 사이에 교류가 생기기 시작했고, 이는 이들 공동체가 서로 결속하게 되는 계기가 되었다는 것이다. 이후 이들은 언덕 사이의 습지를 배수하고, 그곳을 시장(라틴어로는 포룸, fora)으로 만들면서 도시 로마가 형성되었다. 이후 기원전 4세기 초에는 일곱 언덕을 방어하기 위해 세르비아누스 성벽이 세워졌다.
오늘날의 로마에서 일곱 언덕 중 아벤티노 언덕, 첼리오 언덕, 에스퀼리노 언덕, 퀴리날레 언덕, 비미날레 언덕의 다섯 언덕은 모두 기념물, 건물, 공원이 있는 장소로 변모해 있다. 카피톨리노 언덕에는 로마 시청이 위치하고 있으며, 팔라티노 언덕은 주요 고고학 유적지의 일부를 이룬다.
일곱 언덕보다 더 좁은 지역을 구성한 봉우리들은 '셉티몬튬(Septimontium)'이라는 축제와 관련이 있다. 이 축제에서 언급되는 언덕은 에스퀼리노 언덕의 세 지맥인 치스피우스 언덕(Cispius Mons), 오피우스 언덕(Oppius Mons), 파구탈리스 언덕(Fagutalis Mons), 그리고 팔라티노 언덕의 두 봉우리인 팔라티움(Palatium)과 케르말루스(Cermalus), 팔라티노와 오피우스 언덕을 잇는 능선인 벨리아 언덕(Velian Hill), 마지막으로 첼리오 언덕(Caelian Hill) 등이다.

## 같이 보기
- 일곱 언덕 위에 건설된 도시 목록(영어판)
- 일곱 언덕
- 시스피우스 언덕
- 자니콜로 언덕
- 마리오 산
- 오피오 언덕
- 핀차노 언덕
- 바티칸 언덕
- 벨리아 언덕